# ラリー・J・フランコ
ラリー・J・フランコ（Larry J. Franco, 1949年4月5日 - ）は、アメリカ合衆国の映画プロデューサー。

## フィルモグラフィ
- ニューヨーク1997 Escape from New York (1981) 製作
- 遊星からの物体X The Thing (1982) 製作・出演
- クリスティーン Christine (1983) 製作
- スターマン/愛・宇宙はるかに Starman (1984) 製作
- ゴースト・ハンターズ Big Trouble in Little China (1986) 製作
- パラダイム Prince of Darkness (1987) 製作
- ゼイリブ They Live (1988) 製作
- ロケッティア The Rocketeer (1991) 製作総指揮
- バットマン・リターンズ Batman Returns (1992) 製作
- ジュマンジ Jumanji (1995) 製作総指揮
- マーズ・アタック! Mars Attacks! (1996) 製作
- 遠い空の向こうに October Sky (1999) 製作
- スリーピー・ホロウ Sleepy Hollow (1999) 製作総指揮
- ジュラシック・パークIII Jurassic Park III (2001) 製作
- ハルク Hulk (2003) 製作
- バットマン ビギンズ Batman Begins (2005) 製作
- スパイダーウィックの謎 The Spiderwick Chronicles (2008) 製作
- 2012 2012 (2009) 製作
- もうひとりのシェイクスピア Anonymous (2011) 製作
- ホワイトハウス・ダウン White House Down (2013) 製作